# Poço quântico
Os poços quânticos são estruturas semicondutoras de camadas finas nas quais podemos observar e controlar muitos efeitos da mecânica quântica. Mais claramente, um poço quântico é análogo e representa o mesmo conceito: Energia. Por exemplo, se o buraco no chão estivesse 10 metros abaixo, precisaria-mos de uma energia de sua massa vezes a altura do poço * a constante de aceleração gravitacional (~10 metros por segundo ao quadrado) para subir verticalmente para fora do poço.
Eles derivam a maioria de suas propriedades especiais do confinamento quântico de portadores de carga (elétrons e "buracos") em camadas finas (por exemplo, 40 camadas atômicas de espessura) de um material "poço" semicondutor imprensado entre outras camadas "barreira" semicondutoras. Eles podem ser fabricados com alto grau de precisão pelas modernas técnicas de crescimento de cristais epitaxiais. Muitos dos efeitos físicos em estruturas de poços quânticos podem ser vistos à temperatura ambiente e podem ser explorados em dispositivos reais.
Do ponto de vista científico, eles também são um "laboratório" interessante, no qual podemos explorar vários efeitos da mecânica quântica, muitos dos quais não podem ser facilmente investigados no ambiente usual de laboratório.
Esses dispositivos de poço quântico vêm substituindo muitos, se não todos, componentes elétricos convencionais em muitos dispositivos eletrônicos.

## História
O poço quântico de semicondutores foi desenvolvido em 1970 por Esaki e Tsu, que também inventaram superláticos sintéticos. Eles sugeriram que uma heteroestrutura composta de camadas finas alternadas de semicondutores com diferentes intervalos de banda deve exibir propriedades interessantes e úteis.
O desenvolvimento de dispositivos semicondutores usando estruturas compostas por múltiplos semicondutores resultou em prêmios Nobel para Zhores Alferov e Herbert Kroemer em 2000.